# NGC 5981
NGC 5981 (również PGC 55647 lub UGC 9948) – galaktyka spiralna (Sc), znajdująca się w gwiazdozbiorze Smoka. Zostala odkryta 6 maja 1850 roku przez George'a Stoneya – asystenta Williama Parsonsa.